# جوزيف أبو فاضل
جوزيف أبو فاضل هو صحافي وكاتب وباحث سياسي ومحامي لبناني، مجمل كتاباته عن الوضع السياسي في منطقة الشرق الأوسط والعلاقة مع إسرائيل. كان معروف بانتمائه إلى التيار الوطني الحر ولكنه انشقّ لاحقاً.